# 森特敦 (密蘇里州)
森特敦（英語：Centertown）是位於美國密蘇里州科爾縣的村。

## 人口
根據2020年美國人口普查的數據，森特敦的面積為2.45平方千米，皆為陸地。當地共有人口284人，而人口密度為每平方千米116人。